# Dryopteris atrata
Dryopteris atrata là một loài thực vật có mạch trong họ Dryopteridaceae. Loài này được (Wall. ex Kunze) Ching miêu tả khoa học đầu tiên năm 1933.

## Hình ảnh

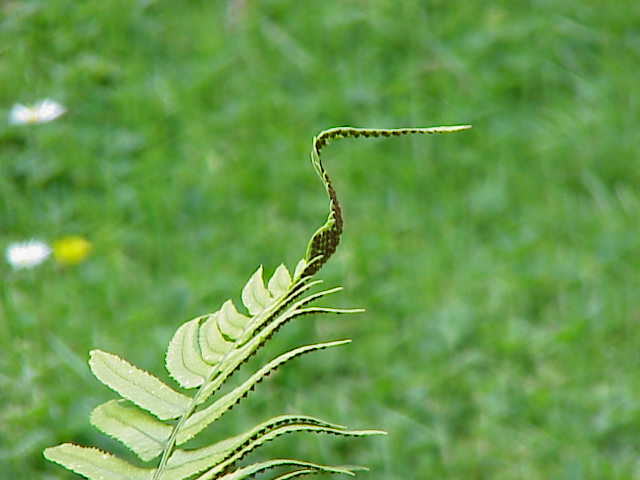
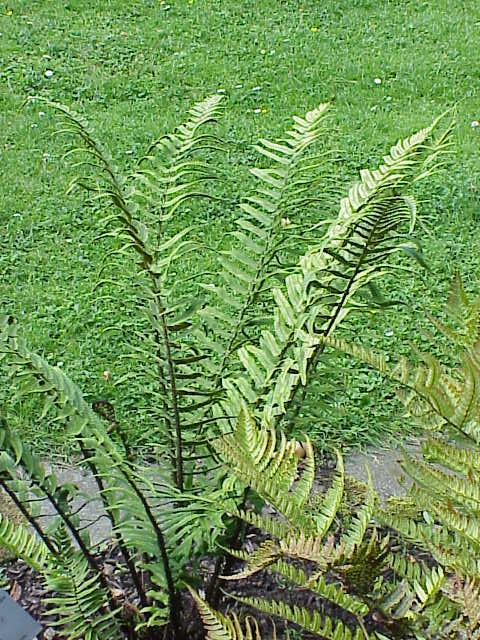
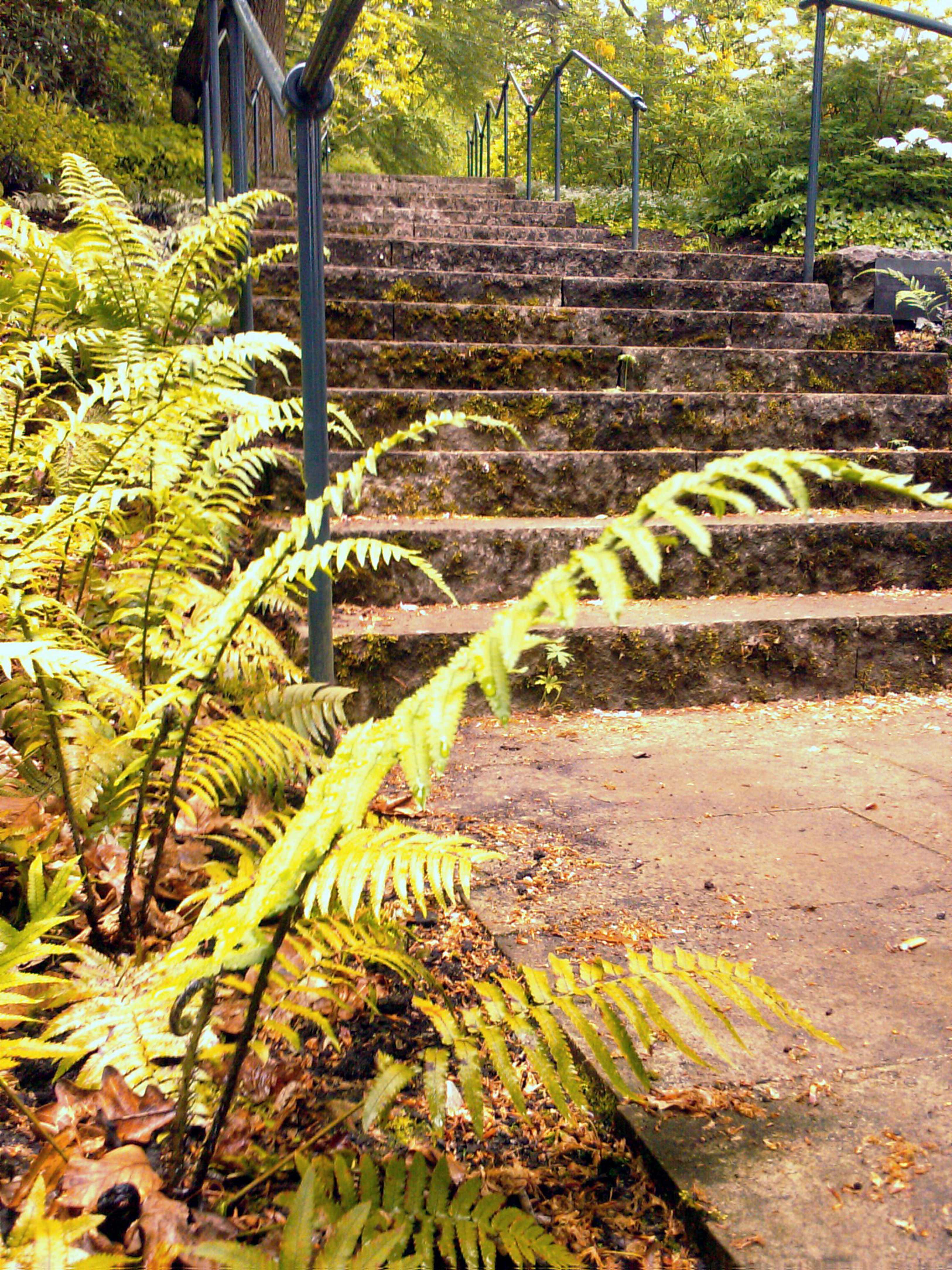